# Thái Di hầu
Sái Di hầu (chữ Hán: 蔡夷侯; trị vì: 836 TCN-809 TCN), là vị vua thứ bảy của nước Sái – chư hầu nhà Chu trong lịch sử Trung Quốc.
Sái Di hầu là con của Sái Vũ hầu - vua thứ 6 nước Sái. Năm 837 TCN, Vũ hầu mất, Sái Di hầu lên nối ngôi.
Sử sách không ghi chép sự kiện xảy ra liên quan tới nước Sái trong thời gian ông làm vua.
Năm 809 TCN, Sái Di hầu mất. Ông ở ngôi được 28 năm. Con ông là Cơ Sở Sự lên nối ngôi, tức là Sái Ly hầu.